# 西頓 (伊利諾伊州)
西頓（英語：Seaton）是位於美國伊利諾伊州默瑟縣的一個村落。

## 地理
西頓的座標為41°06′10″N 90°48′00″W / 41.10278°N 90.80000°W，而該地最高點為海拔高度187米（即614英尺）。

## 人口
根據2010年美國人口普查的數據，西頓的面積為4.09平方千米，當中陸地面積為4.09平方千米，而水域面積為0.00平方千米。當地共有人口222人，而人口密度為每平方千米54人。